# Шуль Ірина Михайлівна
Ірина Б'єнько, у шлюбі Б'єнько-Шуль (нар. 23 червня 1918 року в с. Вовче біля Перемишля — 8 травня 2020, Львів) — українська педагогиня, громадська діячка, членкиня ОУН. Ув'язнена нацистських концтаборів Равенсбрюк та Флосенбург. Членкиня «Просвіти», «Союзу Українок», «Товариства Надсяння», «Львівської спілки політв'язнів України».

## Життєпис

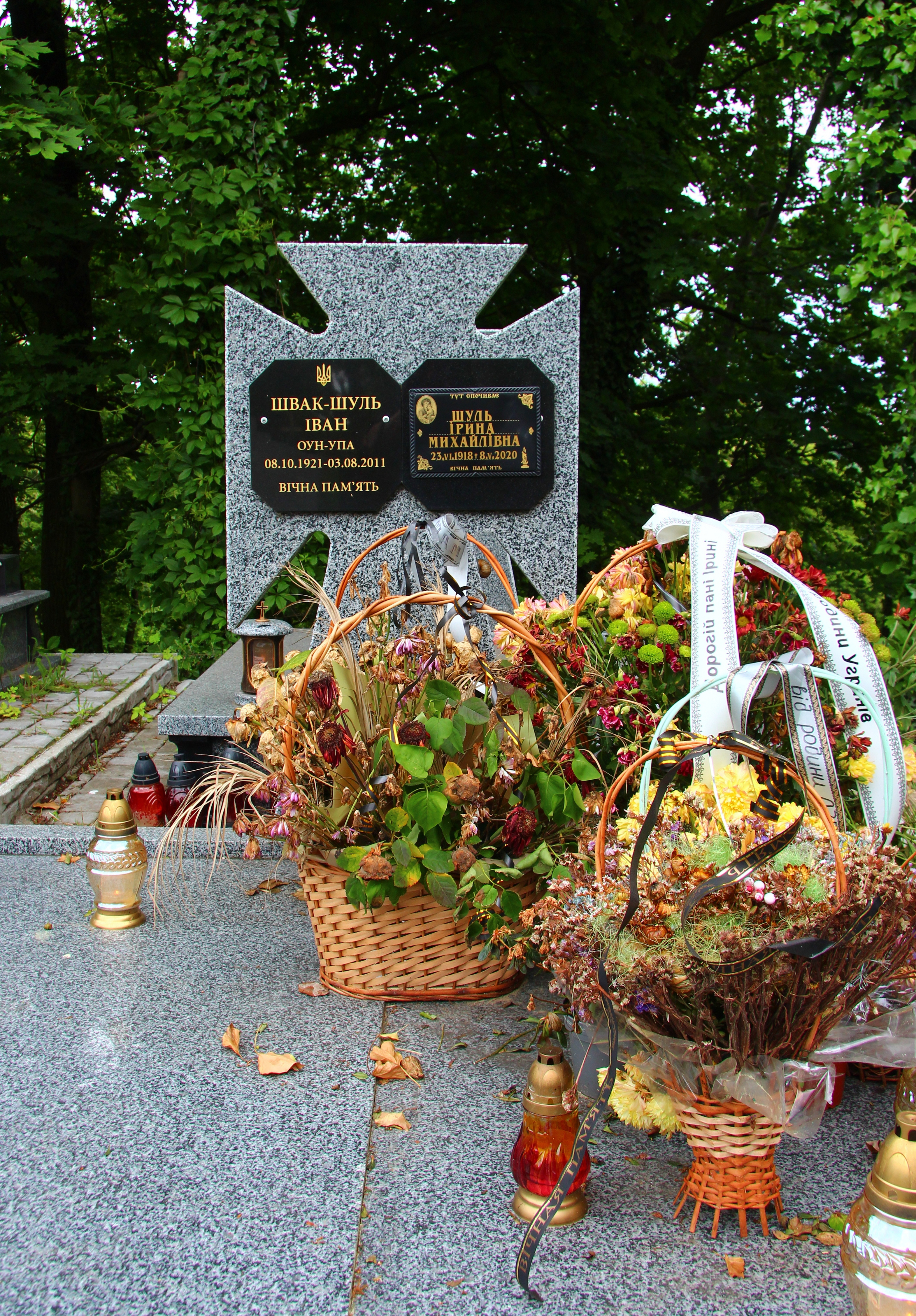
Надгробок на могилі Ірини Шуль

У батьківській сім'ї було п'ятеро дітей. Навчалась в українській школі ім. Маркіяна Шашкевича та Українському інституті для дівчат у Перемишлі, який закінчила у 1938 р. Того ж року вступила до Академії закордонної торгівлі у Львові (з 1939 р. Інститут радянської торгівлі).
У травні 1941 р., після закінчення третього курсу, скерована на практику до Києва, де 22 червня 1941 р. розпочалась німецько-радянська війна. У вересні 1941 р. Ірина Шуль стала свідком руйнування Хрещатика відступаючими радянськими військами.
Наприкінці 1941 — на початку 1942 рр. працювала помічницею бухгалтера в кооперативі у Судовій Вишні, у 1942—1944 рр. — у відділі статистики ревізійного союзу. В цей час налагодила співпрацю з ОУН-УПА та займалася поширенням бофонів (Бойовий фонд УПА).
18 січня 1944 року була заарештована німецьким гестапо за реалізацію бофонів і з вироком «за зв'язок з ОУН-УПА» вивезена до концтабору Равенсбрюк, а згодом до його філії Флосенбург. Номер ув'язненої за реєстром концентраційного табору — 51299. Звільнена американцями в травні 1945 року. Посадили на поїзд до СССР для проходження фільтрації і ймовірної висилки до Сибіру. Втекла з поїзда. Самотужки дісталася до Перемишля, у жовтні 1945 року разом із батьками примусово переселена до Львова і до проголошення незалежності України приховувала факт перебування у нацистських концтаборах. У 1947 р. одружилася з Іваном Шваком (Шулем), колишнім вояком УПА.
Після закінчення навчання в Інституті радянської торгівлі в 1946 році одержала спеціальність бухгалтера-економіста, працювала там педагогинею, але через відмову вступати в комуністичну партію була звільнена. Останні 19 років працювала старшою викладачкою у Львівському сільськогосподарському інституті (нині Львівський національний аграрний університет) на кафедрі бухгалтерського обліку. З 1979 року — на пенсії.
Була членкинею «Просвіти», «Союзу Українок», «Товариства Надсяння», «Львівської спілки політв'язнів України» та ін., також жіночого вокального ансамблю Львівської обласної спілки політв'язнів України — «Відгомін».
23 серпня 2013 року, з нагоди 22-ліття з Дня проголошення Незалежності України, Ірині Шуль вручено нагороду «Почесний знак святого Юрія» за вагомий внесок у становлення української державності та активну громадську позицію.
31 жовтня 2018 року нагороджена орденом княгині Ольги
Померла 8 травня 2020 року у Львові.Похована на 42 полі Личаківського цвинтаря.